# Renate Hodak-Maier
Renate Hodak-Maier (geboren am 23. Dezember 1972 in Urach) ist eine ehemalige Handballspielerin.

## Vereinskarriere
Die auf der Position linker Rückraum eingesetzte Renate Hodak-Maier kam im Alter von neun Jahren zum Handball. Bis 1992 spielte sie beim TuS Metzingen. Weitere Stationen ihrer Karriere waren der Buxtehuder SV von 1996 bis 1998, der Frankfurter Handball Club und ab 1999 Borussia Dortmund. Im Jahr 2003 war sie beim TuS Weibern aktiv.
Mit dem Dortmunder Team stand sie im Halbfinale des EHF-Pokals 1999/2000.

## Nationalmannschaft
Renate Hodak-Maier spielte 50 Länderspiele für die deutsche Nationalmannschaft. Sie zählte zum deutschen Team bei der Weltmeisterschaft 1999, bei der sie in acht Spielen 29 Tore warf.